# John Henry Newman
John Henry Newman (født 21. februar 1801 i London, i en evangelisk familie, død 11. august 1890) var en engelsk kardinal, bror til Francis William Newman.
Allerede 1816 skete det afgørende gennembrud i hans religiøse liv, og samme år kom han til Oxford. Efter at have fuldendt sine studier blev han fellow og senere tutor i Oriel College. Sammen med Richard Hurrell Froude og John Keble blev han snart en af lederne af den såkaldte Oxfordbevægelse, og hans indflydelse blandt de unge studenter var meget stor.
Allerede tidlig var han kommen bort fra det lavkirkelige, evangelikale standpunkt, hvor han begyndte, han fik et friere syn på Biblen, men siger selv i den tale, han holdt ved sin indvielse til kardinal, at det var, idet han søgte efter en fast autoritet, at han fandt denne i "den ufejlbare kirke".
Imidlertid var det i begyndelsen langt fra hans og hans venners tankegang, at de skulle gå til Rom. Det var begejstring for kirken, som greb dem. Kirken var i deres tanker blevet bunden, og ved reformationen gledet bort fra den autoritative stilling, som den oprindelig havde, og liberalismen havde gjort sig gældende inden for den.
Mod denne liberalisme skulde der kæmpes af den ny retning, den såkaldte Oxfordbevægelse, og Newman var ifølge hele sin natur mest anlagt for at føre denne kamp i litteraturen. Han blev udgiver af Tracts for the Times, som udkom 1833—41 i 90 numre.
Heri hævdedes den apostolske succession, sakramenternes betydning, præsteembedets vigtighed, nødvendigheden af at indføre en rigere liturgi. Det var idealer lånte fra den ældste kirke, som her fremstilledes af begejstrede unge mænd, og de mente, at den anglikanske kirke med sine 39 artikler var vid nok til at tillade den forståelse af Kirken, som de hyldede.
Det regnede ned med modskrifter. Imidlertid havde Newman fordybet sig i studiet af kirkefædrene for at skrive Nikæa-tidens historie og trak sig 1842 tilbage til Littlemore. Hans studier i ensomheden drev ham der, efter at han 1843 havde udgivet: Retractation of Anti-Catholic Statements, 1845 over i romerkirkens arme, og 9. oktober blev han af passionisten Pater Dominic optaget i den katolske kirke.
Det følgende år blev han præsteviet i Rom og fik den opgave at oprette et oratorium efter Filippo Neris forbillede. Han grundede dette i Birmingham og forestod det til sin død med undtagelse af 7 år, da han var rektor for det nyoprettede katolske universitet i Dublin.
Newman var ikke stemt for vedtagelsen af dogmet om den pavelige ufejlbarhed og blev derfor forbigået ved indbydelserne til Vatikankonciliet. Dog blev han 1879 af Leo XIII kreeret til kardinal. Efter sin konversion spillede han ikke så stor en rolle, men var til sin død en i hele England højagtet mand.
Hans værker er samlede i 32 bind, dels prædikener, dels stridsskrifter, dels kirkehistoriske afhandlinger. Mest berømt er hans religiøse selvbiografi: Apologia pro vita sua, som han udgav 1864 i en polemik mod Charles Kingsley.